# Hollow Man : L'Homme sans ombre
Série
Hollow Man 2
(2006)
Pour plus de détails, voir Fiche technique et Distribution.
Hollow Man : L'Homme sans ombre ou L'Homme sans ombre au Québec (Hollow Man) est un film américano-allemand réalisé par Paul Verhoeven et sorti en 2000.
Le film suit Sebastian Caine qui est un brillant scientifique, effectuant des recherches sur l'invisibilité pour le compte de l'armée américaine. Après s'être injecté le produit permettant de rendre invisible, il ne réussit pas à inverser le processus. Confiné dans son laboratoire, sa paranoïa s'accroît dès lors qu'il voit que ses collègues, inquiétés par son comportement mégalomane, veulent arrêter l'expérience et le dénoncer à l'armée. Sa perversité et sa cruauté vont en faire un ennemi hors pair.
Malgré des critiques assez négatives, le film est un succès au box-office. Il est notamment plébiscité pour ses effets spéciaux et reçoit une nomination à l'Oscar des meilleurs effets visuels. Il connait une suite, Hollow Man 2, sortie directement en vidéo en 2006.

## Synopsis
Sebastian Caine (Kevin Bacon) a mis au point un sérum qui peut rendre un sujet invisible. Son équipe de recherches comprend son ancienne petite amie Linda McKay (Elisabeth Shue), Matt Kensington (Josh Brolin), Sarah Kennedy (Kim Dickens), Janice Walton (Mary Randle), Carter Abbey (Greg Grunberg) et Frank Chase (Joey Slotnick). L'équipe réussit à inverser le processus, rendant ainsi visible à nouveau un gorille qui était alors invisible. Sebastian s'éprend à nouveau de Linda mais, à son insu, celle-ci entretient une relation amoureuse avec Matt.
Au lieu de faire un rapport concernant le succès de l'opération du gorille aux militaires, Sebastian ment au comité de surveillance qui comprend son mentor, le Dr Howard Kramer (William Devane), et convainc son équipe de se lancer dans des tests sur l'homme. La procédure est effectuée sur Sebastian lui-même. Malgré la douleur qu'il subit, le test est une réussite et Sebastian devient complètement invisible. Il aime se faufiler dans le laboratoire pour effrayer et faire des farces à ses collègues, notamment en pratiquant des attouchements sur Sarah un soir, alors qu'elle s'est endormie. L'équipe craint que Sebastian n'aille trop loin. La procédure pour le rendre à nouveau visible échoue et il manque de mourir dans le processus.
Sebastian est mis en quarantaine dans le laboratoire en raison de son état de santé et les autres chercheurs lui fabriquent un masque en latex qu'il peut porter dans tout le laboratoire, afin qu'il puisse être partiellement visible à nouveau. Incapable de faire face à son isolement, il transgresse les règles et quitte le laboratoire. Après s'être rendu à son appartement pour récupérer des affaires, il remarque par la fenêtre de son espace de travail que sa voisine (Rhona Mitra) se déshabille et s'apprête à prendre une douche. Il se dépouille de ses vêtements, retire son masque, se rend jusqu'à l'appartement de la jeune femme, entre chez elle et la viole. Une fois retourné au laboratoire, il avoue à Carter qu'il lui a seulement fait peur. Linda prévient Sebastian que si jamais il quitte à nouveau le laboratoire, elle et Matt parleront de ses expériences au comité. Ignorant leur menace, Sebastian falsifie la caméra de surveillance de sa cellule avec une carte électronique modifiée, qui fait tourner en boucle la vision thermique de lui-même dans sa cellule. Il quitte à nouveau le laboratoire, se rend chez Linda et Matt, et devient furieux quand il les voit faire l'amour. Sebastian, de plus en plus instable, tue également, dans un accès de rage, un chien invisible utilisé comme cobaye de laboratoire.
L'équipe découvre rapidement que Sebastian a falsifié la caméra de surveillance de sa cellule et qu'il s'est échappé du laboratoire à leur insu. Linda et Matt se rendent chez le Dr Kramer et avouent leurs expériences. Après leur départ, le Dr Kramer tente d'alerter l'armée, mais Sebastian, qui a discrètement suivi Linda et Matt jusqu'à sa demeure, le tue en le noyant dans sa piscine. Le lendemain, Sebastian attend que toute l'équipe soit à l'intérieur du laboratoire avant de couper les lignes téléphoniques et désactive les codes d'identification de l'ascenseur, sauf le sien. Il commence à traquer et assassiner l'équipe, Janice étant sa première victime.
Linda et les autres se cachent dans le laboratoire, tandis que Matt et Carter s'équipent de pistolets tranquillisants pour endormir Sebastian et de lunettes à imagerie thermique afin de pouvoir le voir. Sebastian blesse mortellement Carter avant de se battre avec Matt. Linda parvient à sauver Matt. Sebastian tue ensuite Sarah et Frank, et enferme Matt et Linda, blessés, dans la chambre froide. Linda construit un électro-aimant à l'aide d'un défibrillateur pour ouvrir la porte, puis se munit d'un lance-flammes. Pendant ce temps, Sebastian construit une bombe faite de nitroglycérine qui détruira tout le bâtiment après son départ.
Juste au moment où Sebastian entre dans l'ascenseur, Linda le brûle au lance-flammes. Sebastian parvient à peine à s'échapper et Linda et lui se battent. Avant que Sebastian ne puisse tuer Linda, Matt frappe Sebastian avec un pied-de-biche, l'assommant momentanément. Sebastian reprend vite conscience, s'approche de Matt et Linda par derrière avec le pied-de-biche, mais Matt dévie le coup, et pousse Sebastian sur un boîtier électrique, l'électrocutant et le rendant partiellement visible. Linda et Matt parviennent à trouver la bombe, mais se voient incapables de l'arrêter. Ils tentent de sortir du laboratoire en grimpant sur une échelle dans la cage d'ascenseur lorsque la bombe explose. Sebastian, malgré ses blessures, parvient à saisir la cheville de Linda. Il la fait tomber de l'échelle, ce qui la fait chuter sur le toit de l'ascenseur. Linda parvient à débrancher les câbles de l'ascenseur, ce qui provoque la chute de Sebastian dans la cage d'ascenseur, entraînant sa mort. Linda et Matt sortent du laboratoire en feu et le personnel d'urgence les fait rentrer dans une ambulance, les conduisant tous deux à l'hôpital le plus proche.

## Fiche technique
Sauf indication contraire, les informations mentionnées dans cette section peuvent être confirmées par la base de données cinématographiques IMDb,  présente dans la section « Liens externes ».
- Titre original : Hollow Man
- Titre français : Hollow Man : L'Homme sans ombre
- Titre québécois : L'Homme sans ombre
- Réalisation : Paul Verhoeven
- Scénario : Andrew W. Marlowe, d'après une histoire de Gary Scott Thompson et Andrew W. Marlowe
- Musique : Jerry Goldsmith
- Direction artistique : Dale Allen Pelton
- Décors : Allan Cameron
- Costumes : Ellen Mirojnick
- Photographie : Jost Vacano
- Son : Michael Minkler, Gary Gegan
- Montage : Mark Goldblatt (Ron Vignone pour la version longue)
- Production : Alan Marshall et Douglas Wick

Production déléguée : Marion Rosenberg
Production associée : Kenneth J. Silverstein
Coproduction : Stacy Lumbrezer
- Sociétés de production[1] : Global Entertainment Productions GmbH & Company Medien KG, avec la participation de Columbia Pictures
- Sociétés de distribution[1] :
  - États-Unis : Columbia Pictures et Sony Pictures Releasing
  - France : Columbia TriStar Films
- Budget : 95 millions de $[2]
- Pays d'origine :  États-Unis,  Allemagne
- Langue originale : anglais
- Format[3] : couleur (DeLuxe) - 35 mm - 1,85:1 (Panavision) - son Dolby Digital | SDDS | DTS
- Genre : science-fiction, thriller, action, épouvante-horreur
- Durée : 112 minutes / 119 minutes (version director's cut)
- Dates de sortie[4] :
  - États-Unis, Canada : 4 août 2000
  - France : 20 septembre 2000 (sortie nationale) ; septembre 2000 (Festival du cinéma américain de Deauville)
  - Belgique, Suisse romande[5] : 20 septembre 2000
  - Allemagne : 12 octobre 2000
- Classification[6] :
  -  États-Unis : Interdit aux moins de 17 ans (R – Restricted)[Note 1].
  -  Allemagne : Interdit aux moins de 16 ans (FSK 16).
  -  France : Interdit aux moins de 12 ans (visa d'exploitation no 99986 délivré le 22 septembre 2000)[7],[8].

## Distribution
- Kevin Bacon (VF : Philippe Vincent) : Sebastian Caine
- Elisabeth Shue (VF : Rafaèle Moutier) : Linda McKay
- Josh Brolin (VF : Boris Rehlinger) : Matt Kensington
- Kim Dickens (VF : Anneliese Fromont) : Sarah Kennedy
- Greg Grunberg (VF : David Krüger) : Carter Abbey
- Joey Slotnick (VF : Franck Capillery) : Frank Chase
- Mary Randle (VF : Annie Milon) : Janice Walton
- William Devane (VF : Jean-Yves Chatelais) : Dr. Howard Kramer, l'initiateur du projet sur l'invisibilité
- Margot Rose : Martha Kramer
- Pablo Espinosa : Ed, le gardien
- Rhona Mitra : la jolie jeune femme habitant en face de chez Sebastian

## Production

### Genèse et développement
Après Starship Troopers, le réalisateur Paul Verhoeven souhaite faire un film avec moins de sexe et de violence et veut un projet de blockbuster plus conventionnel.
L'histoire est imaginée par Andrew W. Marlowe et Gary Scott Thompson. Le premier signe ensuite le scénario, qu'il décrit comme « une fable sur un personnage charismatique que les lois de la société tiennent en échec. On assiste à ce qui se passe en lui tandis qu'il est peu à peu libéré de ces contraintes – exactement comme il est dépouillé couche par couche de son enveloppe corporelle ».
La production a engagé comme consultants des spécialistes en anatomie, Beth Riga et Stuart Sumida. Ces derniers déclarent que « les recherches accomplies par Sony Pictures Imageworks pour Hollow Man vont permettre d'avancer les études en anatomie médicale. [...] En tant qu'enseignants, nous avons longtemps cherché un outil aussi détaillé, aussi précis, mais malheureusement introuvable dans la communauté scientifique… Ce qui a été conçu comme un effet visuel brillant a le potentiel pour devenir un outil d'enseignement extrêmement utile ».
Pour utiliser le titre Hollow Man, les producteurs achètent les droits du roman homonyme de Dan Simmons, publié en France sous le titre L'Homme nu.

### Attribution des rôles
Le rôle de Linda McKay a été proposé à Jennifer Lopez, avant de finalement revenir à Elisabeth Shue. Robert Downey Jr. a quant à lui été envisagé pour incarner Matthew Kensington.

### Tournage
Le tournage débute le 16 avril 1999. En juin 1999, Elisabeth Shue s'est blessée au tendon d'Achille, ce qui interrompt la production pendant plusieurs semaines. Alors que son remplacement a un temps été envisagé, elle est finalement revenue sur le plateau.
Hollow Man est l'un des rares films à avoir eu l'autorisation de tourner devant le Pentagone.

### Effets spéciaux
Les effets spéciaux ont principalement été réalisés par la société Sony Pictures Imageworks et supervisés par Scott E. Anderson. Ce dernier explique la technique de « volume rendering » (littéralement « rendu de volume ») qui a été utilisée pour montrer le corps sans peau de Kevin Bacon : « avec cette méthode, un cœur humain peut-être montré à l'écran vivant, apparaissant graduellement sous la forme de quelques fibres d'un système capillaire qui croît et pulse. Les vaisseaux sanguins deviennent des artères et des veines, puis des couches de muscles se développent autour d'eux pour former finalement un cœur parfait ».
Les effets spéciaux représentent environ 50 millions de dollars parmi les 95 millions du budget total du film. Sony Pictures Imageworks (SPI) et Tippett Studio s'en sont chargés. Le réalisateur Paul Verhoeven a dû faire des storyboards de près de 90 % des scènes ; tout changement d'angle de caméra impliquait des coûts assez importants (300 000 $).
Kevin Bacon ou les cascadeurs le doublant portaient des combinaisons similaires aux écrans d'incrustation dont la couleur variait (vert, bleu ou noir) en fonction des besoins des scènes. L'acteur a ainsi été « peint » en noir pour les scènes sous-marines pour mieux refléter la texture de l'eau,,.

### Musique
Albums de Jerry Goldsmith
Hantise
(1999) Le Masque de l'araignée
(2001)
La musique du film est composée par Jerry Goldsmith, qui avait déjà collaboré avec Paul Verhoeven pour Total Recall (1990) et Basic Instinct (1992). La bande originale de Hollow Man a été commercialisée par le label Varèse Sarabande en juillet 2000
Liste des titres
1. The Hollow Man – 2:59
2. Isabelle Comes Back – 6:03
3. Linda and Sebastian – 2:58
4. This Is Science – 6:19
5. Not Right – 2:42
6. What Went Wrong? – 1:44
7. Broken Window – 3:00
8. False Image – 1:59
9. Hi Boss – 2:50
10. Find Him – 4:40
11. Bloody Floor – 10:02
12. The Elevator – 3:00
13. The Big Climb – 3:06

On entend également au long du film :
- Power Struggle du groupe Sunna (en), au tout début du film, lorsque Sebastian se rend à son travail
- Hotels de Juliana Hatfield, lorsque Linda et Matt évoquent le mensonge de Sebastian
- Charlie Big Potato (en) de Skunk Anansie, lorsque Sebastian s'échappe du laboratoire et s'amuse à effrayer deux enfants à un feu tricolore
- Jaguar du groupe Boss Hog

## Accueil

### Accueil critique
Aux États-Unis, le film reçoit des critiques assez négatives. Sur l'agrégateur Rotten Tomatoes, il ne récolte que 27% d'opinions favorables, pour 114 avis recensés. Sur Metacritic, il obtient une moyenne de 24/100 pour 35 critiques.
Sur le site français Allociné, le film obtient une moyenne plus favorable de 3,5/5, pour 25 titres de presse. Certains journalistes ont apprécié le film comme Noël Herpe, de Positif, qui écrit « le spectateur ressort épuisé de ce cauchemar frénétique - qui s'acharne par tous les moyens à montrer l'immontrable et à exaspérer le vide, en somme le contraire de ce qu'on appelait naguère le suspense ». Samuel Blumenfeld du Monde pense que la « visée métaphysique prend le pas sur tout l'arsenal d'effets spéciaux et de poursuites orchestrées dans le film. Celui-ci minimise le spectaculaire et joue sur la déception, mais cette déception ne peut que satisfaire le spectateur ». Dans Le Nouvel Observateur, François Forestier écrit « les effets spéciaux sont hallucinants et le délire total. Verhoeven a mauvais esprit, on l'aime pour ça ». Éric Leguèbe du Parisien décrit un film « étrange, malsain, diabolique et envoûtant ». Dans L'Écran fantastique, David Matarasso pense que ce film « impose Paul Verhoeven comme l'un des plus délirants metteurs en scène d'effets spéciaux du cinéma américain ». Jean-Yves Katelan de Première souligne le fait que le réalisateur « s'amuse (...) à passer, souvent en douce, les bornes du sexuellement correct ».
Certains critiques sont moins positives. Sur le site Fluctuat.net, Samir Ardjoum pense que Verhoeven « alourdit ses propos et sa mise en scène par des facilités visuelles » et regrette « des poursuites inutiles et surtout des rebondissements de dernière minute carrément épouvantables ». Jean-Marc Lalanne écrit dans Libération que « Hollow Man reste un film en creux, à peine visible, trop tôt enseveli par les conventions d'un cinéma d'action en pilotage automatique ».

### Box-office
Malgré des critiques majoritairement négatives, le film est un bon succès au box-office. Aux États-Unis, il réalise le meilleur démarrage pour son premier week-end d'exploitation avec 26 414 386 $. Le film rapporte 190 213 455 $ dans le monde, pour un budget total de 95 millions de dollars.
| Pays ou région    | Box-office        | Date d'arrêt du box-office | Nombre de semaines |
| ----------------- | ----------------- | -------------------------- | ------------------ |
| États-Unis Canada | 73 209 340 $      | 16 novembre 2000           | 15                 |
| France            | 1 502 343 entrées | -                          | -                  |
| Monde             | 190 213 455 $     | -                          | -                  |

## Distinctions
Entre 2000 et 2001, Hollow Man : L'Homme sans ombre a été sélectionné 23 fois dans diverses catégories et a remporté 7 récompenses,.

### Récompenses
- Festival international du film de Locarno 2000 : Prix du public pour Paul Verhoeven.
- Prix Bogey 2000 (Bogey Awards).
- Académie des films de science-fiction, fantastique et d'horreur - Saturn Awards 2001 : Saturn Award des meilleurs effets spéciaux pour Scott E. Anderson, Craig Hayes, Scott Stokdyk et Stan Parks.
- Blockbuster Entertainment Awards 2001 : Blockbuster Entertainment Award du meilleur acteur dans un film de science-fiction pour Kevin Bacon.
- Prix de la bande-annonce d'or 2001 :
  - Prix de la Toison d'Or,
  - Prix de la bande-annonce d’or pour une nuit sombre et orageuse.
- Taurus - Prix mondiaux des cascades 2001 : Meilleure cascade avec du feu pour Phil Culotta[Note 2].

### Nominations
- Festival du cinéma américain de Deauville 2000[23] :
  - Film d'ouverture pour Paul Verhoeven,
  - Premières - Hors compétition pour Paul Verhoeven.
- The Stinkers Bad Movie Awards 2000 :
  - Pire scénario pour un film rapportant plus de 100 millions de dollars avec Hollywood Math pour Andrew W. Marlowe,
  - Film le plus drôle involontairement.
- Académie des films de science-fiction, fantastique et d'horreur - Saturn Awards 2001 :
  - Meilleur film de science-fiction,
  - Meilleure musique pour Jerry Goldsmith.
- Blockbuster Entertainment Awards 2001 :
  - Meilleure actrice dans un film de science-fiction pour Elisabeth Shue,
  - Meilleure actrice dans un second rôle dans un film de science-fiction pour Kim Dickens,
  - Meilleur acteur dans un second rôle dans un film de science-fiction pour Josh Brolin.
- MTV Movie Awards 2001 : Meilleur méchant pour Kevin Bacon.
- Oscars 2001[22],[23] : Meilleurs effets visuels pour Scott E. Anderson, Craig Hayes, Scott Stokdyk et Stan Parks.
- Prix de la bande-annonce d'or 2001 :
  - Le meilleur du spectacle,
  - Meilleure bande-annonce d'un film d'horreur-thriller.
- Prix Fangoria Chainsaw 2001 :
  - Meilleur acteur pour Kevin Bacon,
  - Meilleur compositeur pour Jerry Goldsmith.
- Taurus - Prix mondiaux des cascades 2001 : Meilleur travail de cascadeurs pour Lincoln Simonds[Note 3].

## Clins d’œil
- Le film a été parodié dans Scary Movie 2.
- Le logo de l'OCP, une entreprise de l'univers de RoboCop, est visible dans le moniteur de surveillance du laboratoire. Paul Verhoeven a réalisé le film RoboCop (1987).

## Versiondirector's cut
Quelques années après la sortie en vidéo du film, une version director's cut est commercialisée. Elle contient environ 7 minutes supplémentaires. Il s'agit principalement de courts ajouts de quelques plans et scènes, dont la majorité étaient présents dans les bonus des DVD de la version cinéma. Il y a quelques images plus sanglantes mais ces ajouts ne changent pas du tout le film,.

## Suite
Hollow Man a fait l'objet d'une suite, Hollow Man 2, réalisée par Claudio Fäh (en) et sortie directement en vidéo en 2006. Il n'y a pas de liens réels entre les deux films. Christian Slater y incarne un soldat à qui on injecte le produit rendant invisible.